# Papa Adeodato II
Papa Adeodato II (Roma, 621 - Roma,17 de junho de 676) vivia no mosteiro de Santo Erasmo. Era beneditino, tendo sido eleito em 11 de abril de 672. Foi o primeiro papa a datar os seus atos com os anos do seu pontificado e a usar nas leituras a fórmula "Salute ed apostolica benedizione". Restaurou a disciplina monástica e lutou contra o monotelismo.
Com a ajuda dos missionários, desenvolveu uma importante obra de conversão dos moronitas, povo de origem armeno-síriaca. Viveu como monge mesmo no palácio papal, dedicado à oração e ao estudo das Escrituras. Morreu em 17 de Junho de 676.